# Colleen Gleason
Œuvres principales
- Série Chroniques des Gardella

Colleen Gleason, née à Detroit dans le Michigan, est une écrivaine américaine de romans fantastiques et de science-fiction. Elle utilise parfois le pseudonyme Joss Ware.

## Œuvres

### Chroniques des Gardella

#### SérieVictoria Gardella
1. Chasseurs de vampires, City, 2010 ((en) The Rest Falls Away, Penguin Group, 2007)  (ISBN 978-2352884521)
2. Le Crépuscule des vampires, City, 2011 ((en) Rises The Night, Penguin Group, 2007)  (ISBN 978-2352885160)
3. Révolte vampire, City, 2011 ((en) The Bleeding Dusk, Penguin Group, 2008)  (ISBN 978-2352887386)
4. Brûlure vampire, City, 2012 ((en) When Twilight Burns, Penguin Group, 2008)  (ISBN 978-2352888185)
5. (en) As Shadows Fade, Penguin Group, 2009

#### SérieMacey Gardella
1. (en) Roaring Midnight, 2013
2. (en) Roaring Shadows, 2015

#### Nouvelles
- (en) In Which Miss Gardella Receives Three Gifts, 2008
- (en) Victoria Gardella: Vampire Slayer, 2010
- (en) Northanger Castle, 2011
- (en) Max Stops the Presses, 2013

### SérieLes Princes de sang
1. Le Bal des immortels, Harlequin, 2013 ((en) The Vampire Voss, 2011)  (ISBN 978-2280278089)Republié aux États-Unis sous le titre Lucifer's Rogue
2. Le Maître de minuit, Harlequin, 2014 ((en) The Vampire Dimitri, 2011)  (ISBN 978-2280312301)Republié aux États-Unis sous le titre Lucifer's Saint
3. (en) The Vampire Narcise, 2011Republié aux États-Unis sous le titre Lucifer’s Warrior

### SérieStoker & Holmes
1. (en) The Clockwork Scarab, 2013
2. (en) The Spiritglass Charade, 2014
3. (en) The Chess Queen Enigma, 2015

### SérieMarina Alexander Adventures
1. (en) Siberian Treasure, 2011
2. (en) Amazon Roulette, 2015

### SérieMedieval Herb Garden
1. (en) Lavender Vows, 2011
2. (en) A Whisper of Rosemary, 2011
3. (en) A Sanctuary of Roses, 2011
4. (en) A Lily on the Heath, 2013

### SérieThe Envy Chronicles
1. (en) Beyond The Night, 2010
2. (en) Embrace the Night, 2010
3. (en) Abandon The Night, 2010
4. (en) Night Betrayed, 2011
5. (en) Night Forbidden, 2012
6. (en) Night Resurrected, 2013

#### Nouvelle
- (en) Tempted by the Night, 2014